# Ermanno Lazzarino
Ermanno Lazzarino (Novara, 21 giugno 1900 – Novara, 18 febbraio 1978) è stato un politico, partigiano e medico italiano.

## Biografia
Di idee socialiste, dopo la scissione del Partito Socialista Italiano al Congresso di Livorno, si avvicinò ai comunisti e partecipò alle lotte antifasciste dei primi anni venti.
Conseguita la laurea in medicina, Lazzarino lavorò dapprima all'Ospedale Maggiore di Novara e in seguito fu medico condotto al Torrion Quartara, diventando presto conosciuto come "il medico dei poveri", per l'umanità con la quale esercitava la sua professione.
Nel 1943 si iscrisse al Partito Comunista d'Italia e prese parte alla guerra di liberazione italiana nelle file della Resistenza novarese. Il medico prestò assistenza a partigiani e patrioti e, durante la lotta contro i nazifascisti, organizzò diversi centri di pronto soccorso.
Dopo la Liberazione, il CLN nominò Lazzarino vice prefetto di Novara e più tardi il medico succedette a Cino Moscatelli come sindaco della città.
Eletto senatore nel 1948, nel corso della legislatura si occupò soprattutto di problemi sanitari.
Per dieci anni "il medico dei poveri" è stato consigliere provinciale di Novara. Di lui ha scritto Romolo Barisonzo nel libro Novaresi bella gente.